# نهائي كأس أوكرانيا 2018
نهائي كأس أوكرانيا 2018 هي المباراة النهائية من منافسة كأس أوكرانيا 2017–18، أقيمت المباراة في 9 مايو 2018، في دنيبرو أرينا، بين فريقي نادي شاختار دونيتسك، ودينامو كييف، وفاز فيها نادي شاختار دونيتسك، بعد أن هزم دينامو كييف، بنتيجة 2 - 0، وحضر المباراة 28155 شخصاً.

## تفاصيل المباراة
لعبت المباراة النهائية في 9 مايو 2018.
| شاختار دونيتسك             | 2-0 | دينامو كييف |
| -------------------------- | --- | ----------- |
| فيرايرا 47' · راكيتسكي 61' |     |             |

| شاختار دونيتسك | دينامو كييف |